# 229737 Porthos
229737 Porthos este o planetă minoră (asteroid) din centura de asteroizi. A fost descoperită pe 19 aprilie 2007 la Saint-Sulpice de Bernard Christophe⁠(d) și a fost numită după Porthos⁠(d). 
Obiectul prezintă o orbită caracterizată de o semiaxă mare de 2,7466766614072 UAi, o excentricitate de 0,08, o înclinație de 7,4 ° în raport cu ecliptica.